# Автоматизация производства

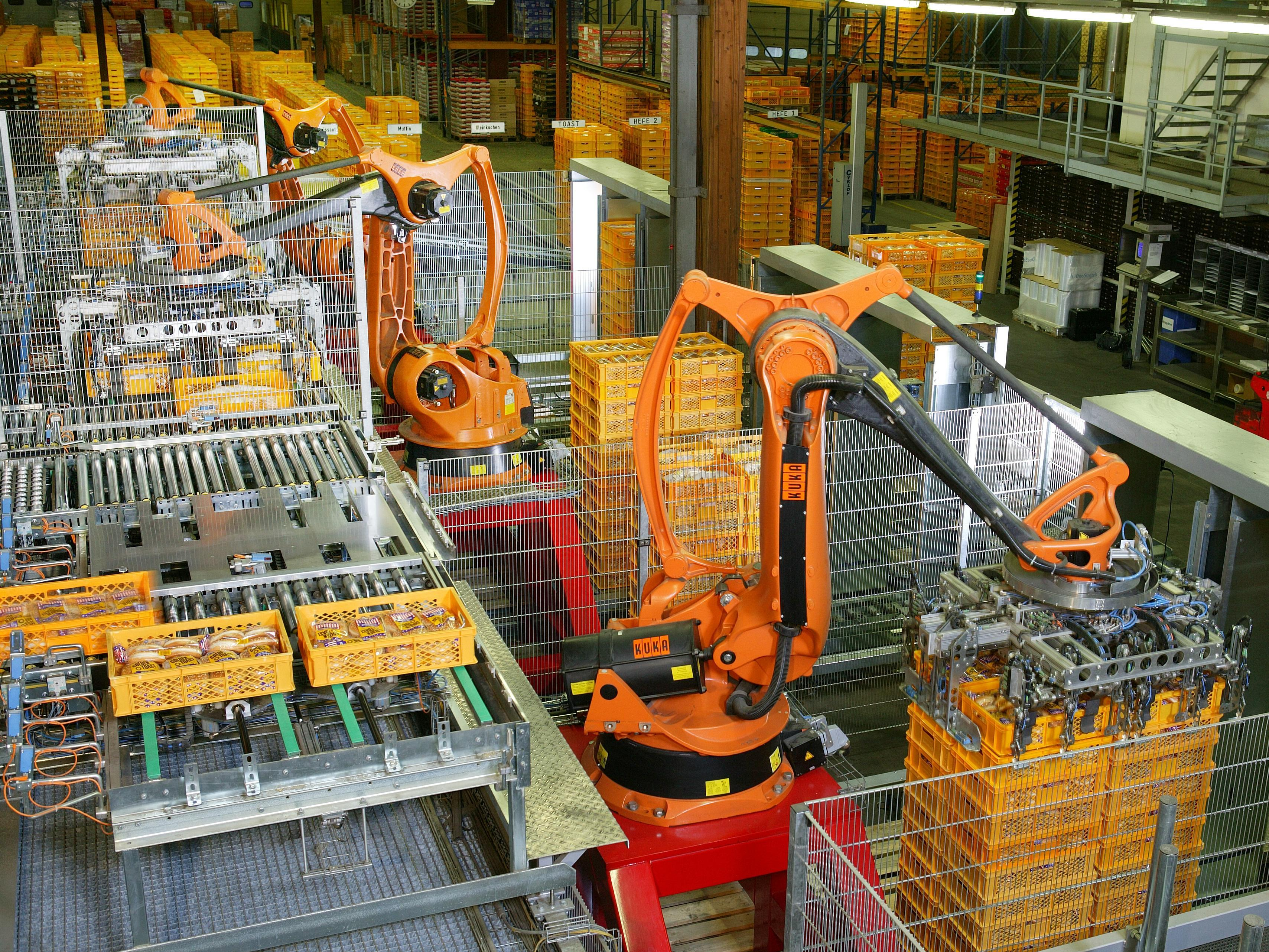
Использование промышленных роботов KUKA в пекарне

Автоматиза́ция произво́дства — это процесс в развитии машинного производства, при котором функции управления и контроля, ранее выполнявшиеся человеком, передаются приборам и автоматическим устройствам.
Введение автоматизации на производстве позволяет значительно повысить производительность труда, обеспечить стабильное качество выпускаемой продукции, сократить долю рабочих, занятых в различных сферах производства.
До внедрения средств автоматизации, замещение физического труда происходило посредством механизации основных и вспомогательных операций производственного процесса. Интеллектуальный труд долгое время оставался не механизированным (ручным). В настоящее время операции физического и интеллектуального труда, поддающиеся формализации, становятся объектом механизации и автоматизации. 
В качестве характеристики измерения может выступать понятие уровня (степени)  автоматизации.

## История развития автоматизации производства
Самодействующие устройства — прообразы современных автоматов — появились в глубокой древности. Однако в условиях мелкого кустарного и полукустарного производства вплоть до XVIII в. практического применения они не получили и, оставаясь занимательными «игрушками», свидетельствовали лишь о высоком искусстве древних мастеров. Совершенствование орудий и приёмов труда, приспособление машин и механизмов для замены человека в производственных процессах вызвали в конце XVIII в. — начале XIX в. резкий скачок уровня и масштабов производства, известный как промышленная революция XVIII—XIX вв.
Промышленная революция создала необходимые условия для механизации производства, в первую очередь, прядильного, ткацкого, металло- и деревообрабатывающего. К. Маркс увидел в этом процессе принципиально новое направление технического прогресса и подсказал переход от применения отдельных машин к «автоматической системе машин», в которой за человеком остаются сознательные функции управления: человек становится рядом с процессом производства в качестве его контролёра и регулировщика. Важнейшими изобретениями этого периода стали изобретения русским механиком И. И. Ползуновым автоматического регулятора питания парового котла (1765) и английским изобретателем Дж. Уаттом центробежного регулятора скорости паровой машины (1784), ставшей после этого основным источником механической энергии для привода станков, машин и механизмов.
С 60-х годов XIX века в связи с быстрым развитием железных дорог, стала очевидна необходимость автоматизации железнодорожного транспорта и, прежде всего, создания автоматических приборов контроля скорости для обеспечения безопасности движения поездов. В России одними из первых изобретений в этом направлении были автоматический указатель скорости инженера-механика С. Прауса (1868) и прибор для автоматической регистрации скорости движения поезда, времени его прибытия, продолжительности остановки, времени отправления и местонахождения поезда, созданный инженером В. Зальманом и механиком О. Графтио (1878). О степени распространения автоматических устройств в практике железнодорожного транспорта свидетельствует то, что на Московско-Брестской железной дороге уже в 1892 существовал отдел «механического контроля поездов».
Учение об автоматических устройствах до XIX в. замыкалось в рамки классической прикладной механики, рассматривавшей их как обособленные механизмы. Основы науки об автоматическом управлении по существу впервые были изложены в статье английского физика Дж. К. Максвелла «О регулировании» (1868) и труде русского учёного И. А. Вышнеградского «О регуляторах прямого действия» (1877), в котором впервые регулятор и машина рассматривались как единая система. А. Стодола, Я. И. Грдина и Н. Е. Жуковский, развивая эти работы, дали систематическое изложение теории автоматического регулирования.
С появлением механических источников электрической энергии — электромашинных генераторов постоянного и переменного тока (динамомашин, альтернаторов) — и электродвигателей оказалась возможной централизованная выработка энергии, передача её на значительные расстояния и дифференцированное использование на местах потребления. Тогда же возникла необходимость в автоматической стабилизации напряжения генераторов, без которой их промышленное применение было ограниченным.
Лишь после изобретения регуляторов напряжения с начала XX века электроэнергия стала использоваться для привода производственного оборудования. Наряду с паровыми машинами, энергия которых распределялась трансмиссионными валами и ремёнными передачами по станкам, постепенно распространялся и электропривод, вначале вытеснивший паровые машины для вращения трансмиссий, а затем получивший и индивидуальное применение, то есть станки начали оснащать индивидуальными электродвигателями.
Переход от центрального трансмиссионного привода к индивидуальному в 20-х годах XX века чрезвычайно расширил возможности совершенствования технологии механической обработки и повышения экономического эффекта. Простота и надёжность индивидуального электропривода позволили механизировать не только энергетику станков, но и управление ими. На этой основе возникли и получили развитие разнообразные станки-автоматы, многопозиционные агрегатные станки и автоматические линии. Широкое применение автоматизированного электропривода в 30-е годы XX века не только способствовало механизации многих отраслей промышленности, но по существу положило начало современной автоматизации производства. Тогда же возник и сам термин «Автоматизация производства».
В СССР освоение автоматизированных средств управления и регулирования производственных процессов началось одновременно с созданием тяжёлой промышленности и машиностроения и проводилось в соответствии с решениями Коммунистической партии и Советского правительства об индустриализации и механизации производства. В 1930 году по инициативе Г. М. Кржижановского в Главэнергоцентре ВСНХ СССР был организован комитет по автоматике для руководства работами по автоматизации в энергетике. В правлении Всесоюзного электротехнического объединения (ВЭО) в 1932 г. было создано бюро автоматизации и механизации заводов электропромышленности. Началось применение автоматизированного оборудования в тяжёлой, лёгкой и пищевой промышленности, совершенствовалась транспортная автоматика. В специальном машиностроении наряду с отдельными автоматами были введены в действие конвейеры с принудительным ритмом движения. Организовано Всесоюзное объединение точной индустрии (ВОТИ) по производству и монтажу приборов контроля и регулирования.
В научно-исследовательских институтах энергетики, металлургии, химии, машиностроения, коммунального хозяйства создавались лаборатории автоматики. Проводились отраслевые и всесоюзные совещания и конференции по перспективам её применения. Начались технико-экономические исследования значения автоматизации производства для развития промышленности в различных социальных условиях. В 1935 году в АН СССР стала работать Комиссия телемеханики и автоматики для обобщения и координации научно-исследовательских работ в этой области. Началось издание журнала «Автоматика и телемеханика».
В 1936 Д. С. Хардер (США) определял автоматизацию как «автоматическое манипулирование деталями между отдельными стадиями производственного процесса». По-видимому, вначале этим термином обозначали связывание станков с автоматическим оборудованием передачи и подготовки материалов. Позднее Хардер распространил значение этого термина на каждую операцию производственного процесса.
Высокая экономическая эффективность, технологическая целесообразность и часто эксплуатационная необходимость способствовали широкому распространению автоматизации в промышленности, на транспорте, в технике связи, в торговле и различных сферах обслуживания. Её основные предпосылки: более эффективное использование экономических ресурсов — энергии, сырья, оборудования, рабочей силы и капиталовложений. При этом улучшается качество, и обеспечивается однородность выпускаемой продукции, повышается надёжность эксплуатации установок и сооружений.
Социалистическое государство, рассматривая автоматизацию производства как один из наиболее мощных факторов развития народного хозяйства, осуществляет её по единому комплексному плану, увязанному с соответствующими ассигнованиями и материально-техническим обеспечением.
В ходе выполнения первых трёх пятилетних планов развития народного хозяйства (1928—1941) были созданы первые заводы, производящие приборы и аппаратуру автоматики и телемеханики для автоматизации производства. Во время Великой Отечественной войны автоматизация производства имела огромное значение в материально-техническом обеспечении фронта и удовлетворении нужд оборонной промышленности СССР. В первом послевоенном плане восстановления и развития народного хозяйства (1946—1950) была предусмотрена дальнейшая автоматизация в энергетике, химической, нефтяной и нефтехимической промышленности, широкое внедрение в производство автоматизированного электропривода. Программа дальнейшего развития автоматизации производства в период 1953—1958, принятая на XIX съезде КПСС, предусматривала, в частности, механизацию работ и автоматизацию производства на предприятиях чёрной металлургии, в горной промышленности, в машиностроении, а также полную автоматизацию ГЭС.
Практически 50-е годы явились периодом, когда автоматизация производства начала внедряться во все имеющие значительный удельный вес отрасли народного хозяйства СССР. В машиностроении — производстве тракторов, автомобилей и сельскохозяйственных машин — были пущены автоматические линии; начал работать автоматизированный завод по производству поршней для автомобильных двигателей. Закончен перевод на автоматическое управление агрегатов ГЭС, многие из них были полностью автоматизированы. На ряде крупнейших ТЭЦ были автоматизированы котельные цехи.
В металлургической промышленности около 95 % чугуна и 90 % стали выплавлялось в автоматизированных печах; были введены в эксплуатацию первые автоматизированные прокатные станы. Пущены автоматические установки на нефтеперерабатывающих предприятиях. Осуществлено телемеханическое управление газопроводами. Автоматизированы многие системы водоснабжения. Начали действовать автоматические бетонные заводы. Лёгкая и пищевая промышленность стала широко оснащаться автоматами и полуавтоматами для расфасовки, дозировки и упаковки продукции и автоматическими линиями по производству продуктов.
Парк автоматизированного оборудования в 1953 году вырос в 10 раз (по сравнению с 1940 годом). В металлообрабатывающей промышленности появились станки с программным управлением. Для производства массовой продукции были применены роторные автоматические линии. Во взрывоопасных химических производствах получило широкое распространение телемеханическое управление процессами.

## Элементы автоматизации производства
Современные производственные системы, обеспечивающие гибкость при автоматизированном производстве, включают :
- Станки с ЧПУ, впервые появившиеся на рынке ещё в 1955 году. Массовое распространение началось лишь с применением микропроцессоров.
- Промышленные роботы, впервые появившиеся в 1962 году. Массовое распространение связано с развитием микроэлектроники.
- Роботизированный технологический комплекс (РТК), впервые появившиеся на рынке ещё в 1970-80 годы. Массовое распространение началось с применением программируемых систем управления.
- Гибкие производственные системы, характеризуемые сочетанием технологических единиц и роботов, управляемые ЭВМ, имеющие оборудование для перемещения обрабатываемых деталей и смены инструмента.
- Автоматизированные складские системы (англ. Automated Storage and Retrieval Systems, AS/RS). Предусматривают использование управляемых компьютером подъемно-транспортных устройств, которые закладывают изделия на склад и извлекают их оттуда по команде.
- Системы контроля качества на базе ЭВМ (англ. Computer-aided Quality Control, CAQ) — техническое приложение компьютеров и управляемых компьютерами машин для проверки качества продуктов.
- Система автоматизированного проектирования (англ. Computer-aided Design, CAD) используется проектировщиками при разработке новых изделий и технико-экономической документации.
- Планирование и увязка отдельных элементов плана с использованием ЭВМ (англ. Computer-aided Planning, CAP). САР — разделяется по различным характеристикам и назначениям, по состоянию примерно одинаковых элементов. Соединенная между собой отдельных элементов происходит по следующим правилам:

1. Физическая однородность измеряемых величин
2. Однотипные каналы связей между этими элементами
3. Совместимость соединений элементов.

## Принципы организации автоматизации
В основе организации производственного процесса на каждом предприятии и в любом его цехе лежит рациональное сочетание в пространстве и во времени всех основных, вспомогательных и обслуживающих процессов. Особенности и методы этих сочетаний различны в разных производственных условиях, однако есть и общие принципы:
- специализации
- пропорциональности
- параллельности
- прямоточности
- минимума перерывов
- ритмичности
- замена в первую очередь неквалифицированного монотонного труда
- упрощение сложных производственных процессов заменой на множество простейших

## Положение автоматизации производства в современной России
Несмотря на глобальную автоматизацию, в России главную работу продолжают выполнять люди, в тот момент, когда в других странах ее уже выполняют роботы.
Сегодня России необходимы 350 тыс. промышленных роботов, чтобы суметь приблизиться к развитым странам по уровню автоматизации производственных процессов. 

## Положение автоматизации производства в мире
На сегодняшний день[когда?] в Китае на 10000 рабочих, приходится 36 промышленных роботов. Это в 8 раз меньше, чем в Германии, в 9 — чем в Японии и в 13 раз меньше, чем Южной Корее. Но в нашей стране количество роботов на 10 000 человек в 20 раз меньше, чем в Китае. По этому показателю Россия сегодня находится ниже Таиланда, Индонезии, Мексики и Филиппин. К году своего столетнего юбилея, который случится в 2049 году, КНР планирует догнать и перегнать в производственном плане Германию, США и Японию. А без роботов это невозможно. Автоматизация производства позволяет увеличить производительность более чем в три раза. Автоматизация, пожалуй, единственное и наилучшее решение в улучшении качества и решении вопроса о низкой производительности труда.

## Критика
Многие люди[кто?] сегодня негативно относятся к автоматизации производства и повышению производительности труда, поскольку в рамках денежной системы это приводит к «технологической безработице», потере покупательной способности и средств к существованию для множества людей, в то время как рабочий день оставшихся работников не сокращается, а ответственность повышается.